# Camilla Göbl
Camilla (Kamilla) Göbl, auch Göbl-Wahl (* 27. Januar 1871 in Wien; † 26. Oktober 1965 ebenda), war eine österreichische Malerin, Grafikerin und Kunstpädagogin.

## Leben
Camilla Göbl erhielt ihre erste künstlerische Ausbildung an einer Schule des Wiener Frauen-Erwerb-Vereins. Zu ihren Lehrern gehörte Rudolf Geyling (1839–1904), langjähriger Leiter des zum Verein gehörenden Ateliers für kunstgewerbliche Maltechniken. 1891 präsentierte sie bei einer Schulausstellung Fruchtstillleben auf Leinwand und Porzellan. Von 1893 bis 1898 war sie eine Schülerin von Olga Wisinger-Florian. Kurzzeitig wurde sie auch von Alexander Demetrius Goltz unterrichtet.
1895 debütierte Göbl im Wiener Künstlerhaus mit dem Gemälde Novemberstrauß, weitere Ausstellungen dort folgten. 1903 wurde eine Reihe ihrer Werke im Salon Pisko präsentiert, darunter 24 Blumenstücke und Landschaften in Öl und Pastell. Bei Pisko stellte sie zudem mehrfach als Gast der Acht Künstlerinnen aus. 1911 zeigte sie bei einer Kollektivausstellung mit Leo von Littrow in der Galerie Arnot Blumenbilder und Landschaftspastelle. International nahm sie unter anderem an Ausstellungen in München, Berlin und Turin teil.
An der Wiener Kunstgewerbeschule absolvierte Göbl die Staatsprüfung für den Zeichen- und Malunterricht. Ab 1900 führte sie ein Schüleratelier. Ihre wohl prominenteste Schülerin war Erzherzogin Marie Theresia, die sie 1902 zwei Monate lang auf Schloss Saybusch im Malen unterrichtete. Während des Aufenthalts schuf auch Göbl einige Werke, unter anderem eine polnische Landschaft, die sie 1904 bei einer Ausstellung in Czernowitz zeigte.
Später unterrichtete Göbl als Lehrerin am Mariahilfer Mädchenlyzeum im 4. Bezirk. 1914 wurde ihr der Berufstitel Professor verliehen. 1936 erhielt sie als Wirkliche Bundeslehrerin am Mädchen-Realgymnasium im 6. Bezirk den Titel Regierungsrat. Zu dieser Zeit legte sie das Lehramt nieder.
Göbl trat 1909 dem Verein der Schriftstellerinnen und Künstlerinnen Wien bei. Von 1926 bis 1937 amtierte sie als Vizepräsidentin und von 1948 bis 1965 als Präsidentin des Vereins. Sie war zudem Mitglied der Wiener Frauenkunst.
Göbl verbrachte ihr Leben – bis auf gelegentliche Reisen, die sie unter anderem nach Dalmatien und Galizien führten – in ihrer Geburtsstadt Wien. Ihr Atelier befand sich zwischenzeitlich in der Neustiftgasse 31 und nach einigen Umzügen ab ca. 1910 viele Jahre in der Lerchenfelder Straße 50. 1965 starb sie im Alter von 94 Jahren in Wien. Sie wurde am Friedhof der Feuerhalle Simmering bestattet.

## Werk
Camilla Göbl malte hauptsächlich Blumenstücke und andere Stillleben, außerdem Landschaften und Interieurs in Öl und Pastell. Auch mit floralen Darstellungen bemalte Glasgefäße gehören zu ihrem Gesamtwerk. Ihr Stil wurde von holländischen und flämischen Blumenmalern beeinflusst. Zum Teil weisen ihre Blumendarstellungen zeichnerische Formen und kräftige Farben auf, zum Teil einen aufgelockerten Pinselduktus auf zumeist dunklem Grund. Ihre wenigen Landschaftsbilder zeichnen sich durch klare, detaillierte Formen und warme Brauntöne aus.
Juliane Ludwig-Braun beschrieb das Werk Amaryllis, das Göbl 1952 bei einer Ausstellung zeigte, als „preziös im Pinselstrich, mit Farben, die Leidenschaft verraten und doch wieder ins Dunkel der Schwermut biegen“.
Werke (Auswahl)
- Novemberstrauß, Öl, 1895 Ausstellung Wiener Künstlerhaus
- Frühlingsblüten, 1897 Ausstellung Wiener Künstlerhaus[16]
- Pilzlinge, 1902 München Glaspalast[17]
- Atelierfenster (Hyazinthen und Ausblick auf beschneite Dächer), Am Fenster (Pelargonienstöcke) und Callablüthen (in Vase),[14] Delphinium und Spireaen, Malven, Datura, Tor (Landschaft), 1903 Ausstellung Salon Pisko[3]
- Schierlingswiese, 1904 München Glaspalast[18]
- Veilchen, Öl, 1904 Ausstellung Albrecht-Dürer-Verein und Ankauf Ministerium für Kunst und Unterricht[19]
- Weihnachtsstrauß, Öl, Rosen und Pflaumen (Stillleben), Pastelle, 1906 Ausstellung Österreichischer Kunstverein[20]
- Kupfer und Zwiebeln, 1906 Ausstellung Acht Künstlerinnen[21]
- Levkojen, Pastell, 1909 Ausstellung Acht Künstlerinnen[22]
- Interieur aus Schloß Saybusch, 1910 Ausstellung Wiener Frauenklub[23]
- Schlehdornblüte in Sievering, Granatäpfel, In den Feldern, 1911 Ausstellung Galerie Arnot[24]
- Aufgehender Mond und Lagune, Pastelle, 1911 Ausstellung Galerie Arnot[4]
- Glockenblumen, 1930 Ausstellung Vereinigung bildender Künstlerinnen Österreichs[25]
- Pappelrosen und Bunte Blumen, 1937 Ausstellung Verein der Schriftstellerinnen und Künstlerinnen Wien[26]
- Amaryllis, 1952 Ausstellung Verein der Schriftstellerinnen und Künstlerinnen Wien

## Ausstellungen (Auswahl)
- 1895, 1897, 1901, 1902, 1903, 1904, 1908: Wiener Künstlerhaus
- 1898, 1899, 1902, 1904: Glaspalast, München
- 1902, 1904, 1906, 1909, 1912: Acht Künstlerinnen und ihre Gäste, Salon Pisko, Wien
- 1903, 1905: Kollektivausstellung Salon Pisko, Wien
- 1904, 1907: Albrecht-Dürer-Verein, Wien
- 1906, 1908, 1910, 1913: Österreichischer Kunstverein, Wien
- 1904, 1905, 1906: Gesellschaft der Kunstfreunde, Czernowitz
- 1907: Kunstverein Kärnten
- 1910: Neuer Frauenclub, Wien
- 1911: Kollektivausstellung Camilla Göbl – Leo Littrow, Galerie Arnot, Wien
- 1928, 1937 (Kollektivausstellung), 1952: Verein der Schriftstellerinnen und Künstlerinnen Wien
- 1930: Zwei Jahrhunderte Kunst der Frauen Österreichs, Jubiläumsausstellung der Vereinigung bildender Künstlerinnen Österreichs, Wien
- 2013: Die „Malweiber“ Frauenkunst und Frauenabbild, Alte Kunst Galerie Reich
- 2016: Die schaffende Österreicherin. 90 Jahre „Vereinigung Wiener Frauenkunst“, Museum Zinkenbacher Malerkolonie
- 2016: Galerie Kovacek, Wien[27]